# Мокренко, Анатолий Юрьевич
Анато́лий Ю́рьевич Мокре́нко (укр. Анатолій Юрійович Мокренко; 22 января 1933 — 24 марта 2020) — советский и украинский оперный певец (баритон), актёр. Народный артист СССР (1976). Лауреат Государственной премии Украинской ССР им. Т. Г. Шевченко (1979).

## Биография
Родился 22 января 1933 года в селе Терны (ныне посёлок в Роменском районе, Сумской области, Украина) в многодетной семье.
Окончил школу с золотой медалью. В 1956 году окончил Киевский политехнический институт по специальности — горный инженер-геолог, пел в хоровой капелле института. Семь лет работал по специальности. Бывал в экспедициях в Крыму, Карпатах, на Кавказе, Северном Урале.
В 1963 году окончил вечернее отделение Киевской консерватории (ныне Национальная музыкальная академия Украины имени П. И. Чайковского)  (класс вокала Н. Г. Зубарева и А. А. Гродзинского).
В 1963—1968 годах — солист оперной студии Киевской консерватории.
В 1968—1996 годах — солист Киевского театра оперы и балета им. Т. Шевченко. Был исполнителем 40 ведущих партий.
Выступал как концертный певец, в репертуаре произведения классиков и советских композиторов, украинские и русские народные песни.
Много записывался на радио и телевидении.
Гастролировал за рубежом (Великобритания, Венгрия, Польша, Швеция, ФРГ, США, Франция, Япония, Испания, Куба, Финляндия, Канада и др.).
В 1991—1999 годах — генеральный директор и художественный руководитель Национального академического театра оперы и балета Украины им. Т. Шевченко.
Снимался в кино.
С 1965 года преподавал в Киевской консерватории (с 1985 — профессор кафедры вокального пения).
Один из основателей и член Товарищества украинского языка им. Т. Г. Шевченко.
Издал книги воспоминаний: «В сердце — родная Украина» (1994), «Найти себя» (2008).
Организовывал конкурсы вокалистов в Донецке, Хмельницком, Крыму. В своём родном селе ежегодно проводил региональный фестиваль хорового пения среди детских коллективов «Співаймо разом!».
Член КПСС с 1974 года.
Умер 24 марта 2020 года в Киеве. Похоронен на Зверинецком кладбище.

### Семья
- Жена — Мария. Имеет двух дочерей, двоих внуков и правнучку.

## Звания и награды
- Заслуженный артист Украинской ССР (1968)[6]
- Народный артист Украинской ССР (1973)
- Народный артист СССР (1976)
- Государственная премия Украинской ССР им. Т. Г. Шевченко (1979) — за концертную деятельность (1977—1978)
- Государственная премия Грузинской ССР им. З. П. Палиашвили (1973)[7],
- Премия Ленинского комсомола Украинской ССР имени Н. А. Островского (1967)
- Орден князя Ярослава Мудрого V степени (1995)[8]
- Орден Дружбы народов
- Почётная грамота Кабинета Министров Украины (2003)[9];
- Орден Святого равноапостольного князя Владимира Великого (УПЦ КП)

## Оперные партии
- «Царская невеста» Н. А. Римского-Корсакова — Грязной
- «Тарас Бульба» Н. В. Лысенко — Остап
- «Наталка-Полтавка» Н. В. Лысенко — Микола
- «В бурю» Т. Н. Хренникова — Листрат
- «Севильский цирюльник» Дж. Россини — Фигаро
- «Травиата» Дж. Верди — Жермон
- «Лючия ди Ламмермур» Г. Доницетти — Генрих
- «Кармен» Ж. Бизе — Эскамильо
- «Евгений Онегин» П. И. Чайковского — Евгений Онегин
- «Трубадур» Дж. Верди — граф ди Луна
- «Тоска» Дж. Пуччини — Скарпиа
- «Арсенал» Г. И. Майбороды — Максим
- «Искатели жемчуга» Ж. Бизе — Зурга
- «Гугеноты» Дж. Мейербера — Невер
- «Абесалом и Этери» З. П. Палиашвили — Мурман
- «Фауст» Ш. Гуно — Валентин
- «Укрощение строптивой» В. Я. Шебалина — Петруччио
- «Запорожец за Дунаем» С. С. Гулак-Артемовского — Султан
- «Катерина» Н. Н. Аркаса — Иван
- «Золотой обруч» Б. Н. Лятошинского — Тугар Волк
- «Ярослав Мудрый» Г. И. Майбороды — Гаральд

## Фильмография
- 1980 — Лючия ди Ламмермур (фильм-опера) — Генрих
- 1982 — Фауст (фильм-опера) — вокал, партия Валентина
- 1983 — Песня о Днепре (музыкальный фильм)[10]
- 1994 — Тигроловы — Иван Сирко
- 1997 — Тарас Шевченко. Завещание — князь Репнин
- 1999 — Поэт и княжна — князь Репнин
- 2000 — Чёрная рада — полковник
- 2005 — Братство — князь Репнин